# Going Down to Liverpool
Going Down to Liverpool è un brano musicale scritto da Kimberley Rew per il suo gruppo Katrina and the Waves. Il brano è inserito nel loro album Walking on Sunshine del 1983. Inoltre il gruppo The Bangles ha realizzato una cover della canzone, che ha pubblicato come singolo nel 1984, estratto dal loro primo album All Over the Place.

## Tracce
- 7"

1. Going Down to Liverpool
2. Going Down to Liverpool (Instrumental)